# بنگالو

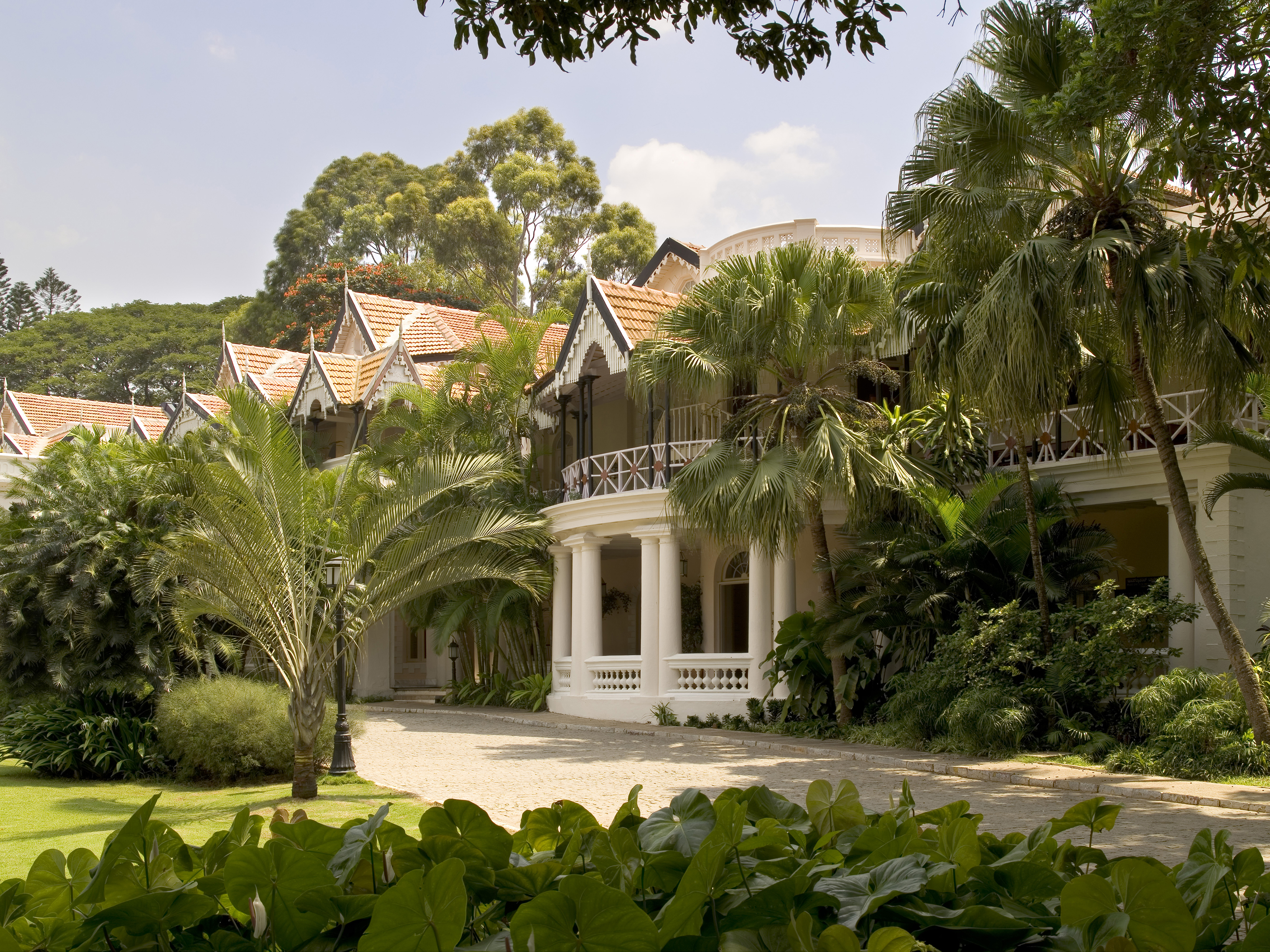

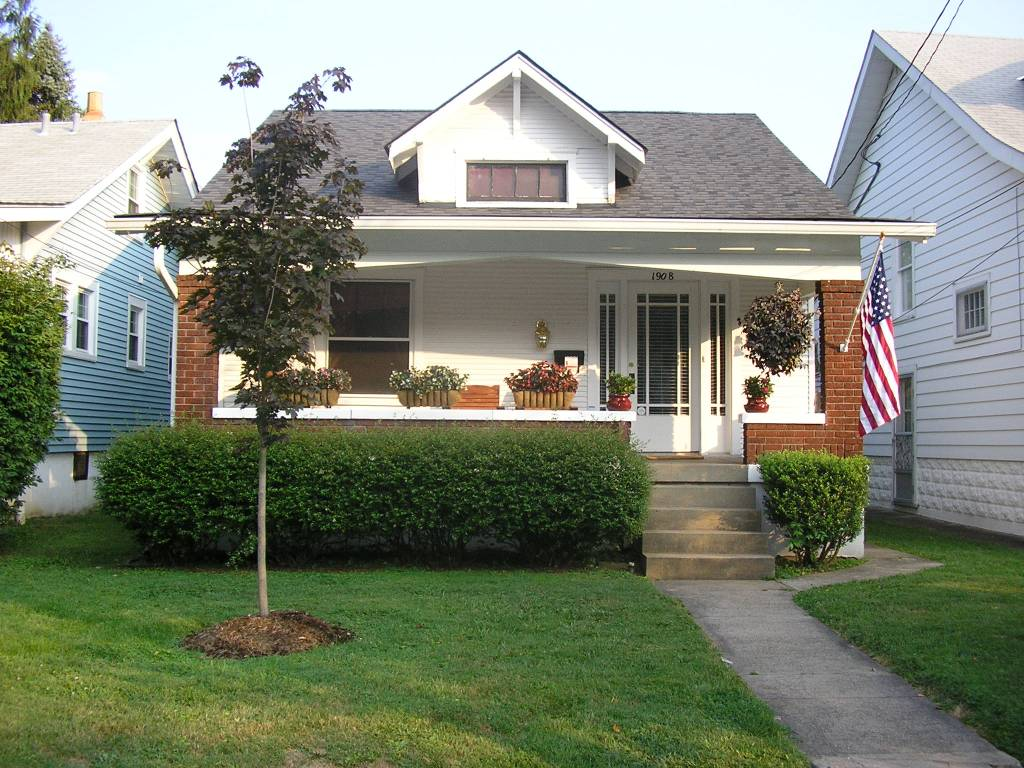

بَنگالو (به انگلیسی: Bungalow) یا تک‌سرا یا بَنگِله نوعی از بنای یک‌طبقه کوچک است که معمولاً ایوانی در جلو دارد. بنگالو سازهٔ سبک و بام سفالین یا پوشالی و گاه ایوان و اتاق زیرسقفی دارد.
اصل واژه بنگالو از واژهٔ گجراتی بانگلوُ (به گجراتی: બંગલો) به معنای بنگالی مشتق شده، چون خانه‌های بنگال به‌طور سنتی کوچک، تنها در یک طبقه، کاهگلی و دارای ایوان گسترده بودند.
ساخت خانه‌های بنگله در ایران به دورهٔ کشف نفت و حضور انگلیسی‌ها در مناطق نفت‌خیز جنوب می‌رسد. که نمونه‌های آن، هم‌اکنون در شهرهای مسجدسلیمان، اهواز (محله نیوساید) و هفتکل و میانکوه موجود است.